# Synaemops rubropunctatus
Synaemops rubropunctatus är en spindelart som beskrevs av Mello-Leitao 1929. Synaemops rubropunctatus ingår i släktet Synaemops och familjen krabbspindlar. Inga underarter finns listade i Catalogue of Life.